# Саарлига
Саарлига (нем. Saarlandliga) в настоящее время является шестым уровнем системы немецких футбольных лиг в немецкой федеральной земле Саар. Лига была основана в конце сезона 2008-09.
В прошлом, термин Saarlandliga неофициально использовался для обозначения Любительской лиги Саара, а с 1978 года — Фербандслиги Саара. Однако новая лига носит свое название официально и не имеет другого названия.
В сезонах 2012/13, 2013/14, 2014/15, 2015/16, 2016/17 и 2017/18 официальное название — «Karlsberg-Liga Saarland». С сезона 2020/21 — «Schröder-Liga Saar».

## Обзор
Лига была введена после решения, принятого Футбольной ассоциацией Саара 31 мая 2008 года. Было решено, что новая лига будет работать с сезона 2009-10. И будет занимать промежуточное место между пятым (Оберлига Юго-Запад) и седьмым (Фербандслига Саара) уровнями. Фербандслига остается соревнованием, состоящим из одного дивизиона, что необычно для немецкой футбольной пирамиды, где в большинстве лиг есть две-три дополнительных лиги ниже себя.
Чтобы пройти квалификацию в новую лигу, клуб должен был финишировать в соответствии со следующими требованиями в конце сезона 2008-09:
- Все клубы Саара, вылетевшие из Оберлиги Юго-Запад (V), проходят квалификацию.
- Клубы, занявшие второе-семнадцатое места Фербандслиги Саара (VI) проходят квалификацию.
- Победитель Фербандслиги Саара (VI) попадает в Оберлигу.
- Первое и второе места Ландеслиги (VII) проходят квалификацию.

Поскольку количество клубов, выбывших из Оберлиги Юго-Запад, не было известно на момент принятия решения по этой системе, было определено, что на каждую команду, переведенную в низшую лигу, попадет на одну команду меньше из Фербандслиги Саара. В этом случае, когда Меттлах был переведен в низшую лигу, семнадцатый клуб из Фербандслиги Саара не смог попасть в Саарлигу. Клубы из Фербандслиги Саара, не прошедшие квалификацию в новую лигу, останутся в Фербандслиге и не перейдут в Ландеслигу.

## Режим
Планируется, что 18 команд будут соревноваться в лиге с сезона 2009-10 в формате домашних и выездных матчей. Победитель лиги будет переведен в Оберлигу Юго-Запад, а две последние занявшие места команды перейдут в Фербандслигу Саара. В свою очередь, две лучшие команды из этой лиги получат прямой проход в Саарлигу.

## Чемпионы Саарлиги
Чемпионы Саарлиги:
| Сезон   | Клуб                  |
| ------- | --------------------- |
| 2009/10 | Саарбрюккен II        |
| 2010/11 | Рёхлинг Фёльклинген   |
| 2011/12 | Хальберг (Бребах)     |
| 2012/13 | Герта (Висбах)        |
| 2013/14 | Саар 05 (Саарбрюккен) |
| 2014/15 | Егерсбург             |
| 2015/16 | Диффлен 07            |
| 2016/17 | Эппельборн            |
| 2017/18 | Херрензор             |
| 2018/19 | Эльверсберг II        |
| 2019/20 | Эппельборн            |
| 2020/21 | никто                 |

- В 2013—2014 годах Диффлен 07, занявший второе место, также получил повышение.
- В 2017—2018 годах Херрензор отказался от повышения; занявший второе место Диллинген получил повышение.
- В 2019-20 годах также получил повышение Егерсбург, занявшее второе место.